# ان‌جی‌سی ۳۵۳
ان‌جی‌سی ۳۵۳ (انگلیسی: NGC 353) نام یک کهکشان مارپیچی در صورت فلکی نهنگ است.